# NGC 1986
NGC 1986 је расејано звездано јато у сазвежђу Трпеза које се налази на NGC листи објеката дубоког неба.
Деклинација објекта је - 69° 58' 22" а ректасцензија 5h 27m 39,0s. Привидна величина (магнитуда) објекта NGC 1986 износи 11,1. NGC 1986 је још познат и под ознакама ESO 56-SC134.